# Жерико, Теодор
Жан-Луи́-Андре́-Теодо́р Жерико́ (фр. Jean-Louis-André-Théodore Géricault; 26 сентября 1791, Руан — 26 января 1824, Париж) — французский живописец, график и скульптор, одна из наиболее знаменитых личностей французского романтизма. Он прожил короткую и мучительную жизнь художника-романтика, породившую множество мифов. Его картина «Плот „Медузы“» (1818—1819) стала новым словом в живописи, хотя её подлинное значение в истории западной живописи было осознано гораздо позднее. Жерико также известен своей страстью к изображению лошадей и конских скачек. Помимо картин маслом, он создал редкие, но замечательные литографии, скульптуры и сотни рисунков.

## Биография

### Семья. Детские годы и юность
Теодор Жерико родился в 1791 году в Руане. Его отец, Жорж-Никола Жерико, был состоятельным человеком: владельцем табачных плантаций и крупным торговцем табаком, а мать, Луиза-Жанна-Мари Карюэль де Сен-Мартен, происходила из семьи, принадлежавшей к аристократии Нормандии. Семья Жерико в 1796 году перебралась в Париж.
В 1801 году Теодора поместили в интернат частного пансиона Дюбуа-Луазо, а затем отец перевёл его в пансион Рене Ришара Кастеля. В 1804 году Жерико поступил в Лицей Людовика Великого. После смерти матери воспитанием Теодора занимался отец. Мальчик рано стал проявлять интерес к живописи, этому способствовало общение с его дядей — Жаном-Батистом Каруэлем, который коллекционировал произведения фламандских и нидерландских художников. Знакомые дяди, начинающие художницы и ученицы Пьера-Нарсиса Герена, Аделаида де Монгольфьер и Луиза Сватон, брали Теодора с собой в музей, где копировали произведения старых мастеров. Каникулы мальчик проводил в Нормандии, где, по словам одного из его друзей, много рисовал. Именно там он на всю жизнь проникся красотой лошадей, делая зарисовки в конюшнях и на скачках.

### Годы учёбы
В конце 1808 года Жерико поступил в обучение к Карлу Верне, мастеру батальных и бытовых сцен, в творчестве которого отразилась вся обыденная жизнь Парижа. В мастерской Верне начинающий художник большей частью практиковался в изображении лошадей, здесь же он имел возможность видеть гравюры, выполненные с живописных картин английских анималистов, копировал картины Верне. Жерико также посещал Лувр, где изучал конные сцены, украшающие античные саркофаги. Теодор стал вхож в дом Верне, вместе с ним бывал в цирке Франкони, манежах и конных заводах Парижа и его ближайших окрестностей. В годы учёбы у Верне началась его дружба с сыном учителя — Орасом, возможно эти дружеские отношения являются причиной того, что Жерико так долго оставался в мастерской Верне.
В 1810 году Жерико покинул мастерскую Верне, чтобы продолжить учёбу у Пьера Герена, который, по определению Этьена Делеклюза, был «единственным в то время — после Давида во всяком случае, — кто питал действительное расположение к педагогике». В начале XIX века французская публика и критики видели в Герене художника, который отошёл от искусства Жака Луи Давида и его последователей. В этой тенденции немалую роль сыграли антидавидовские настроения, по сути же дела реформы Герена продолжались в направлении, указанном давидовской школой. Как бы то ни было, но из мастерской Герена, «адепта давидовской школы» и наименее «преромантичного» мастера своего времени, вышли наиболее яркие представители романтизма. О методах обучения в мастерской Герена сохранилось мало достоверных сведений. Известно лишь то, что он не навязывал ученикам своих взглядов, и последние не получали систематического профессионального образования. Жерико посещал ателье Герена нерегулярно около шести месяцев, вероятно, чтобы иметь возможность писать с натуры и общаться с другими учениками мэтра. Один из них, художник Шампионе, писал по-новому — «жирным мазком», это повлияло на манеру письма Жерико, а позднее и на манеру ещё одного ученика Герена — Эжена Делакруа. Теодор продолжал бывать у Герена и после окончания учёбы, поддерживая с ним и его учениками связь. Впоследствии Теодор первым пригласил Герена посмотреть только что завершённый «Плот „Медузы“».

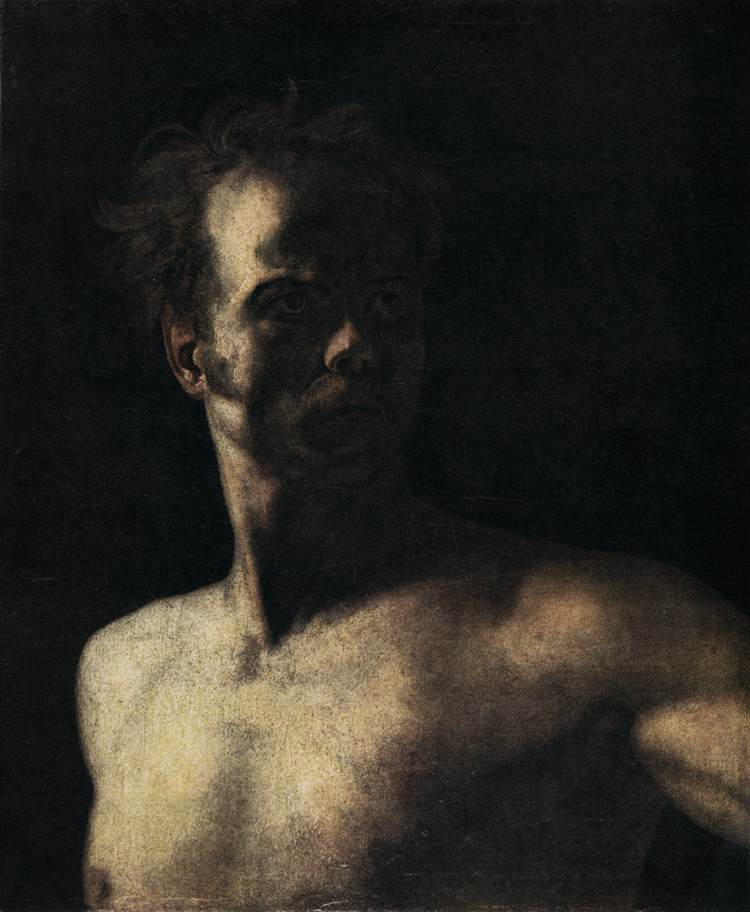
Этюд натурщика. Ок. 1812. Холст, масло. Государственный музей изобразительных искусств им. А.С. Пушкина

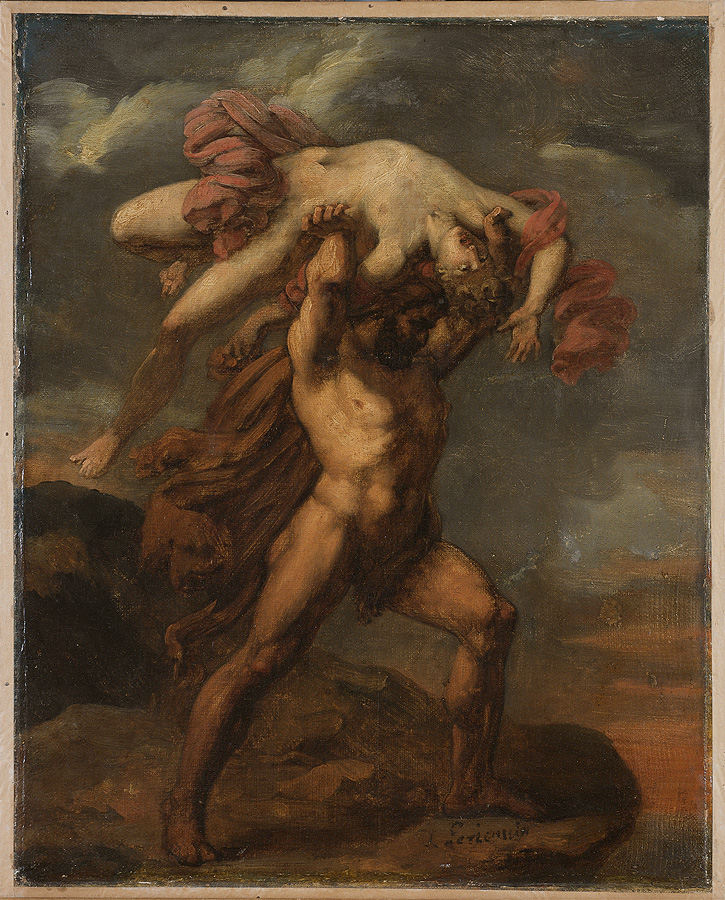
Геркулес и Лихас. Холст, масло. Художественный музей колледжа Смита, Нортгемптон, Массачусетс, США

Как и в ателье Верне, Жерико копировал у Герена произведения учителя, а также перерисовывал листы с изображениями анатомии лошадей. Картины, написанные им в то время («Самсон и Далила», «Отплытие Одиссея с острова Итаки», «Оборона Фермопильского ущелья»), по словам Шарля Клемана, биографа художника, отличала «„энергичная“ кисть»; движения персонажей, лишённые однообразия; «композиционные ритмы», восходящие к живописи Давида. С обучения у Герена для Жерико начался процесс формирования индивидуального стиля, а вскоре он, уже не нуждаясь в каком-либо руководстве, перешёл к самостоятельной работе.
Вероятно, в 1811—1812 годах, Жерико выполнил около пятидесяти этюдов с обнажёнными натурщиками. Его живописные штудии отличают от обычных для того времени академических этюдов неожиданные, почти театральные эффекты светотени; напряжённое драматическое настроение. Художник не стремится точно воспроизвести натуру, но сочиняет для каждого персонажа новый облик. Одним из характерных образцов таких штудий является «Этюд натурщика» (Москва, ГМИИ им. А. С. Пушкина) из серии «Гладиаторы». Контраст глубокой тени и резкого света подчёркивает тревожный образ человека, «подвластного року». Как отмечает В. Турчин, эти работы Жерико вызывают в памяти слова Герена, обращённые к ученику: «Ваш колорит лишён правдоподобия: все эти контрасты света и тени могут заставить меня подумать, что вы пишете при лунном свете…»
В это же время Жерико писал этюды лошадей, которые принципиально отличаются от его штудий с натурщиками. Художник работал в Версальских конюшнях преимущественно в 1811—1813 годах. Он создал «портреты» известных скакунов, одна из его картин — «Лошадь Наполеона» — получила награду императрицы Марии-Луизы. В процессе работы художник искал особенности, присущие каждому животному, изучал его повадки, практиковался в точности изображения породы. Его лошади помещаются в конкретную, чаще всего природную, среду. Жерико писал живописные этюды мелкими мазками, прорабатывая детали и избегая больших цветовых пятен и сильных светотеневых контрастов. Разнообразие манеры письма, проявившееся в работе над штудиями натурщиков и лошадей, будет характерно для него и в дальнейшем. Страстный любитель лошадей и верховой езды, он создал произведения чисто анималистического жанра, подобных которым ещё не было во Франции.
Вероятно, в эти годы Жерико выполняет своё гипсовое экорше «Лошадь», которое было широко известно среди современников. В скульптурных работах он разрабатывал мотивы, которые позднее переносил на живописное полотно.

### Изучение живописи старых мастеров
Жерико внимательно копировал картины старых мастеров, начиная с художников эпохи Возрождения. Среди тех, чьи оригиналы либо их гравюрные повторения привлекали Теодора были произведения: П. П. Рубенса, Тициана, Д. Веласкеса, Рембрандта, Джорджоне, Пармиджанино. Известно более шестидесяти копий, выполненных Жерико. Он продолжал изучение старых мастеров и во время своих поездок в Италию (1816—1817) и Англию (1820—1821). Жерико также выполнил ряд графических листов с переработкой тем с картин Микеланджело, Аннибале Карраччи, французских последователей Караваджо и декоративных работ художников XVIII века. В Италии Жерико был особенно поражён искусством Микеланджело. Там же он создал несколько небольших картин, изображающих укротителей коней и напоминающих античные рельефы и статуи диоскуров с Квиринала.
Он не намеревался подражать оригиналам, многое обобщая, придавая более экспрессии ритму, усиливая колористическое решение: «Он стремился постичь тайну огромной жизненности, масштабности образов произведений старых мастеров, их воздействия на современного зрителя. Стремясь к искусству активному, действенному, он жаждал найти примеры того же понимания и в предшествующие времена. Этим определялась направленность его поисков».

### Салоны 1812 и 1814 годов
В 1812 году Жерико представил в Парижский салон свою работу «Портрет Дьедонне» (в настоящее время экспонируется как «Офицер конных императорских егерей, идущий в атаку» (Париж, Лувр)). Картина художника, неизвестного до той поры ни широкой публике, ни в профессиональной среде (говорили даже, что он «почти не учился»), привлекла внимание критиков. Её похвалил М.-Б. Бутар, посоветовав начинающему художнику заняться батальным жанром, который в эпоху Первой Империи ставился выше остальных. Ж. Дюрдан, поместивший анализ картины в «Галери де Пейнтюр франсэз», отозвался о Жерико как «быть может, лучшем из всех наших живописцев». Картину Жерико отметил и сам Давид.
Вероятно, успех «Офицера…» подал Жерико идею о создании серии, посвящённой военной истории наполеоновской Франции. Но он, в отличие от знаменитых мастеров той эпохи, не задумывал масштабные произведения с изображениями битв и парадов, а стремился передать «дух времени» в портретах солдат и офицеров, представителей всех родов войск («Портрет офицера карабинеров», «Трубач гусаров», «Три горниста», «Ветеран», «Голова солдата»). Жерико не был связан условиями официальных заказов, как Гро, Жироде и Давид, и поэтому был свободен в своей трактовке происходящего. Его работы 1813—1815 годов отличают «яркий живописный темперамент, а порой и тонкий психологизм». Они безусловно написаны с конкретных людей, однако в них нет явно выраженных индивидуальностей, главенствует внимание к человеку как носителю черт того или иного типа.
Париж впервые увидел «Офицера конных императорских егерей во время атаки» тогда, когда уже стало известно о поражении французской армии в России (осень 1812), а в Салоне 1814 года эта композиция была выставлена в паре с «Раненым кирасиром, покидающем поле боя» (Париж, Лувр). Салон 1814 года проходил после падения Наполеона, и картины Жерико были единственным напоминанием об уже уходящей трагической и славной эпохе, выделяясь среди работ других художников, избравших нейтральные темы. Художественные критики в своих обзорах Салона либо ничего не писали о произведениях Жерико, либо отзывались о них неодобрительно.
Поступки Жерико в тот период были столь противоречивы, что биографы художника затрудняются объяснить, чем руководствовался он в своих решениях. В конце 1814 года (декабрь) при содействии отца и дяди он, ещё недавно уклонявшийся от исполнения воинской обязанности, приобрёл патент на службу в мушкетёрской роте под командованием Лористона — привилегированном воинском соединении. Во время Ста дней Жерико был в эскорте спасавшегося бегством Людовика XVIII, потом, под видом крестьянина, художник перебрался в Нормандию, где, вероятно, оставался до середины лета 1815 года.

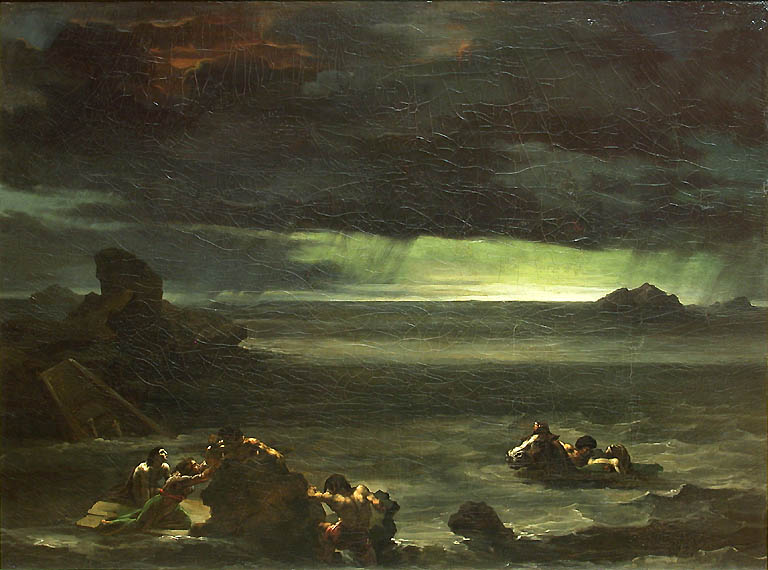
Потоп. Ок. 1814. Холст, масло. Лувр, Париж
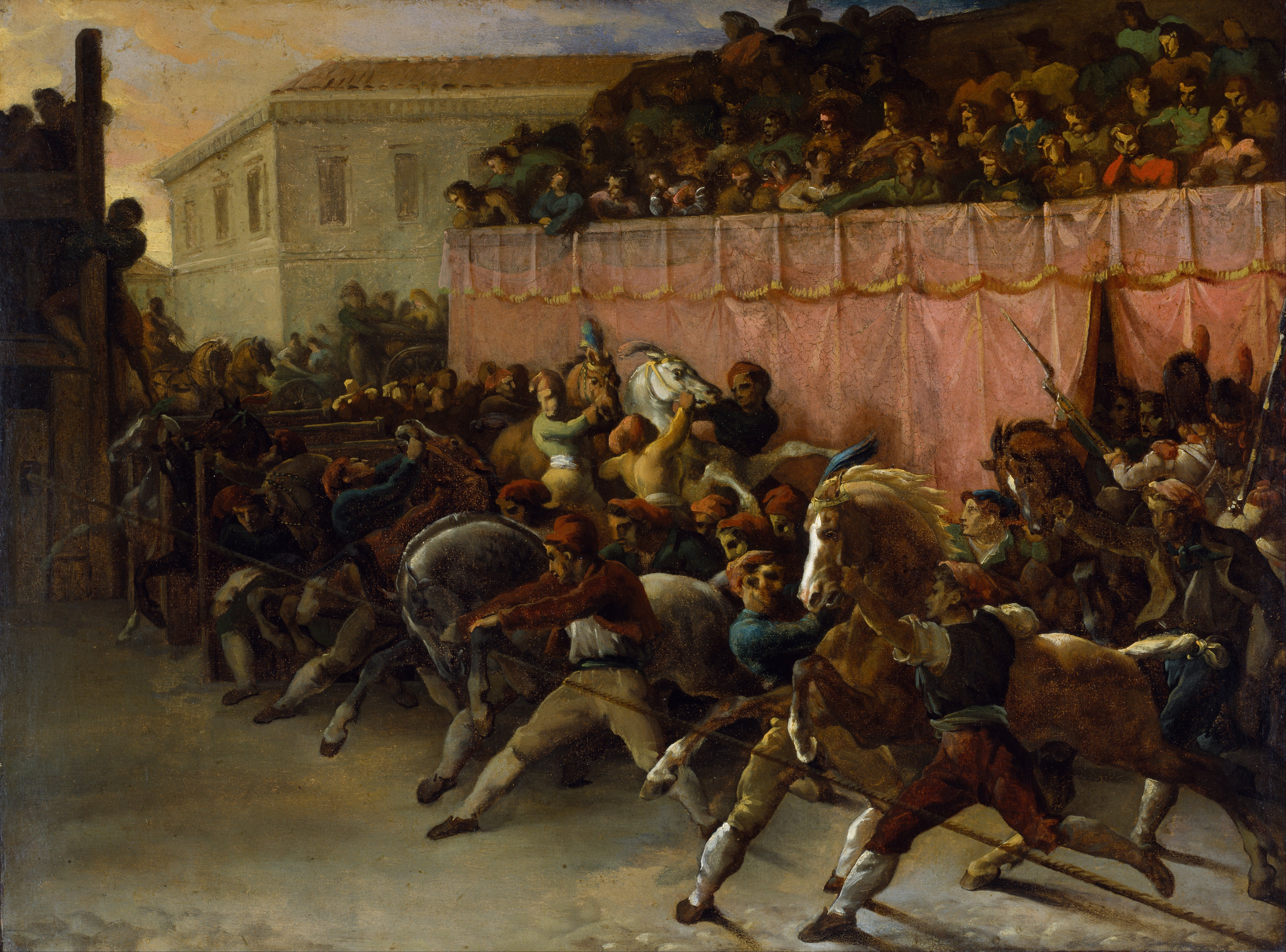
Скачки без наездников в Риме. 1817. Бумага на холсте, масло. Художественный музей Уолтерса, Балтимор, США
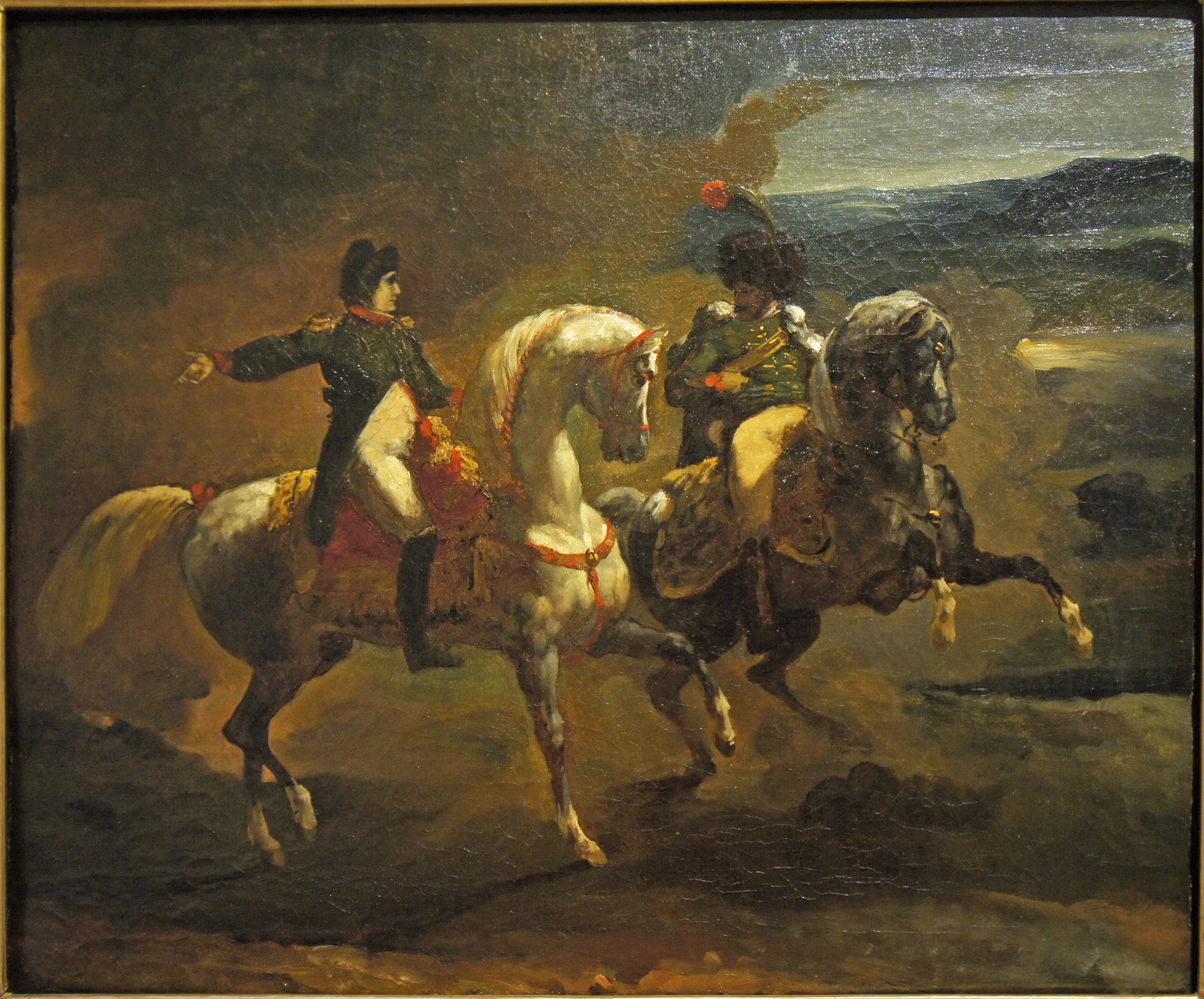
Наполеон на поле битвы. Музей изящных искусств, Реймс
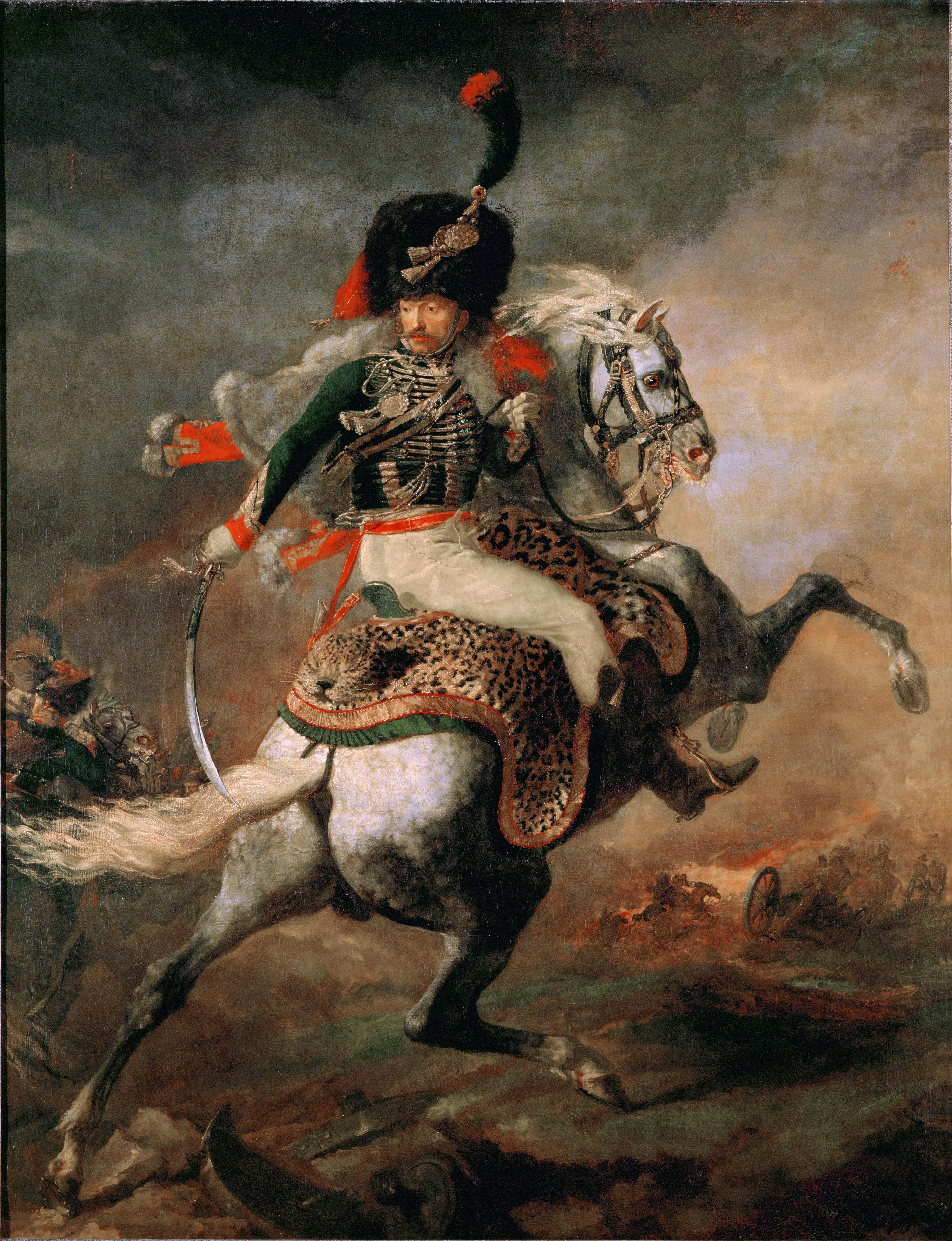
Офицер конных егерей императорской гвардии, идущий в атаку. 1812. Холст, масло. Лувр, Париж
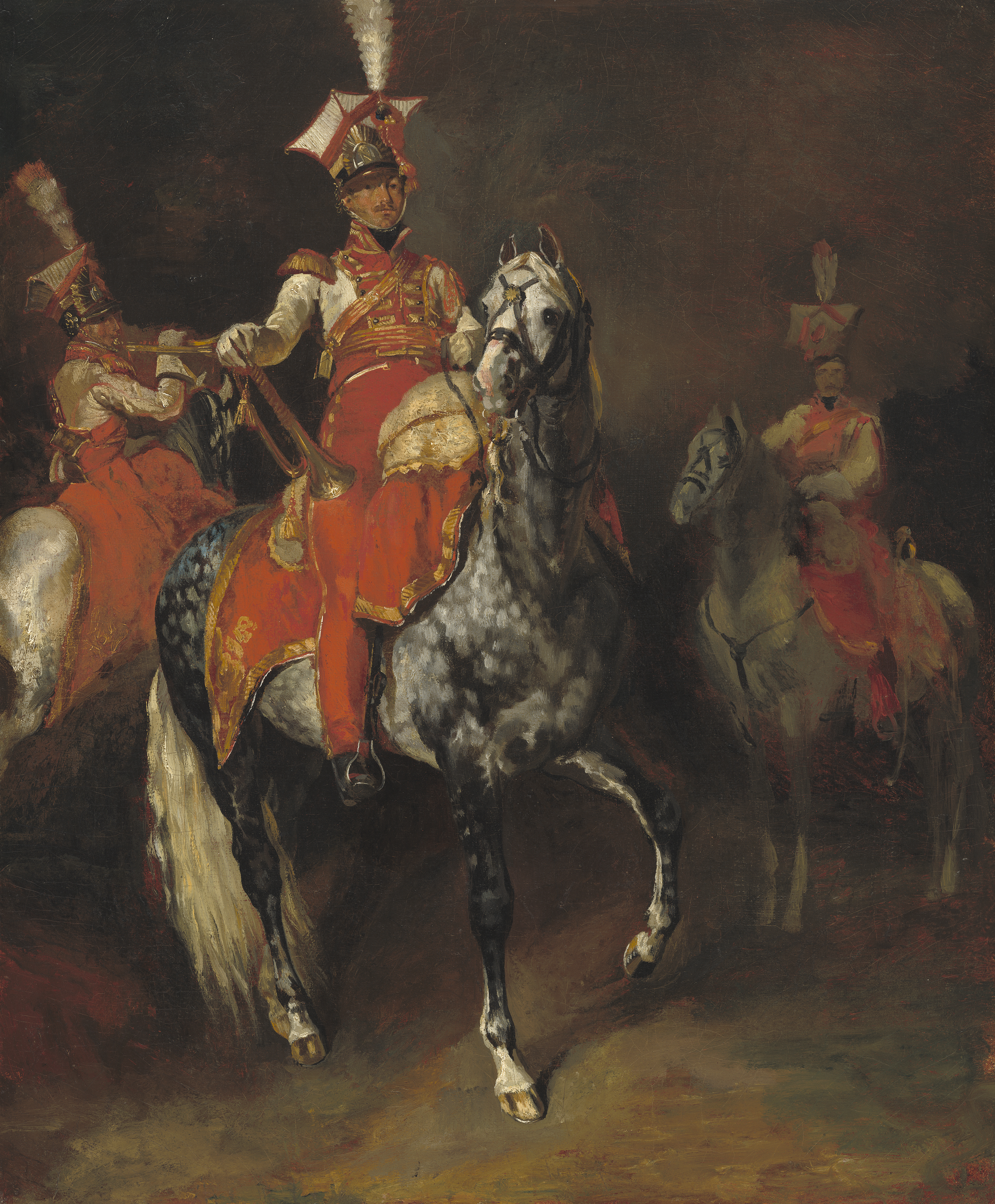
Конные трубачи Императорской гвардии Наполеона. 1814. Холст, масло. Национальная галерея искусства, Вашингтон
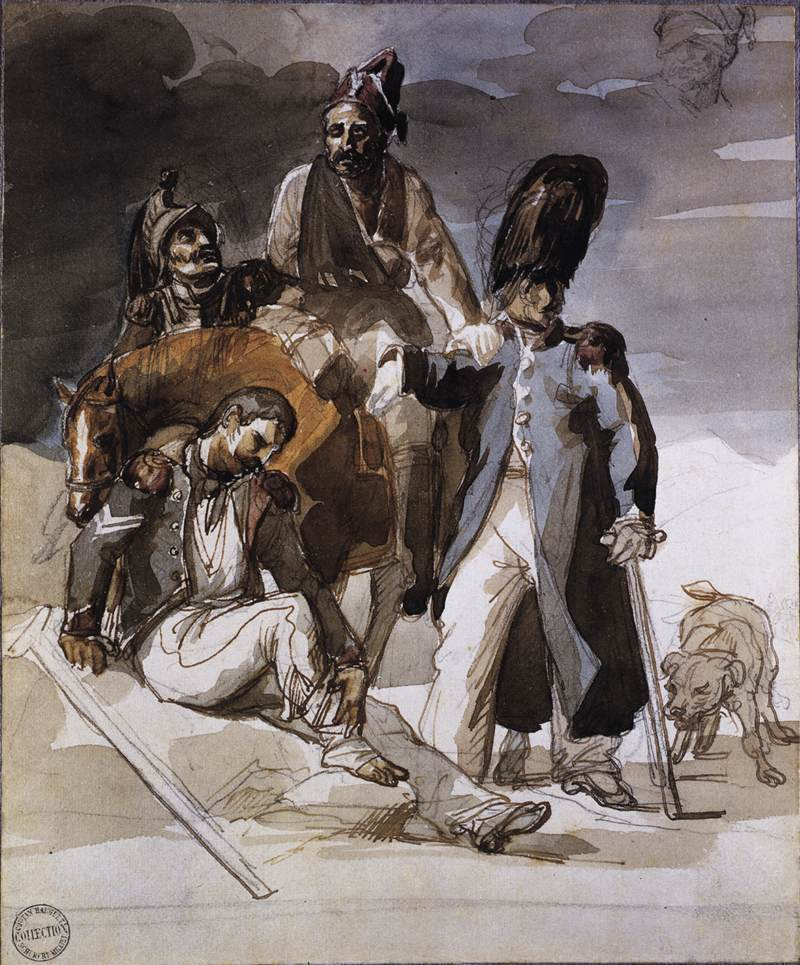
Раненые солдаты, возвращающиеся из России. Ок. 1814. Бумага, перо, кисть, тушь, акварель. Музей изящных искусств, Руан
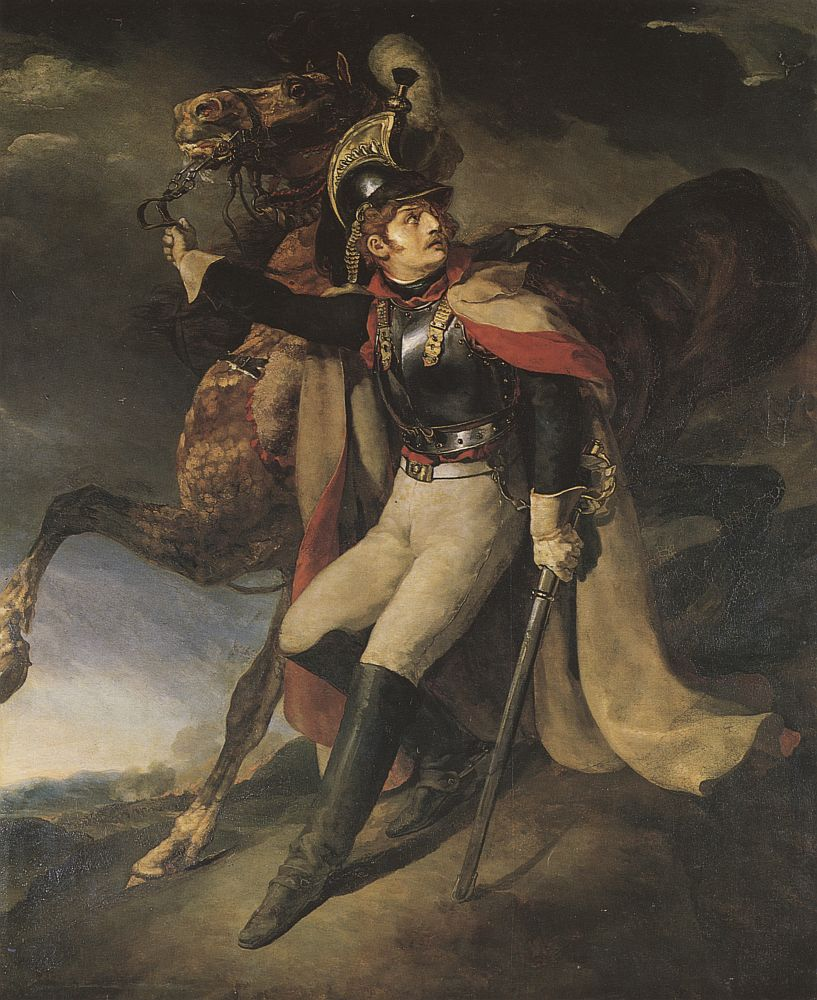
Раненый кирасир, покидающий поле боя. 1814. Холст, масло. Лувр, Париж

Несмотря на неблагоприятные личные обстоятельства, именно в это время формируется новый стиль художника, он обращается к новым темам, разрабатывает новые идеи. Возвратившись в Париж, он приступил к работе над композицией «Потоп», которая является вольной переработкой картины «Потоп» Никола Пуссена из Лувра. Это произведение, являющееся по сути "пейзажем-драмой, создано под влиянием итальянского искусства, прежде всего, творчества Микеланджело, что особенно заметно в пластическом решении фигур гибнущих людей. Впоследствии Жерико наиболее полно разработал тему человека перед лицом стихии в самой известной своей картине «Плот „Медузы“».

### Италия
Жерико, как и многие европейские художники, стремился посетить Италию для изучения произведений старых мастеров. Средства для поездки можно было получить, приняв участие в конкурсе Школы изящных искусств, и Жерико первоначально намеревался написать для него композицию «Умирающий Парис». Однако работа не задалась, и средства на путешествие художник выручил, выполнив пейзажные панно для дома одного из своих друзей в Вилле-Котре. Это обстоятельство развязывало Жерико руки: победив в конкурсе Школы, он был бы обязан провести в Италии шесть лет (полный срок пенсионерской поездки), что не входило в его планы. Художник уезжал на время из Франции и ещё по одной причине, на этот раз личного характера. В то время он вступил в любовную связь с женой дяди, Александриной-Модест Карюэль, и опасался её раскрытия.
10 октября 1816 года Жерико прибыл во Флоренцию, по его собственному признанию, в этом прекрасном городе его не покидало «страшное состояние духа», вызванное неурядицами в личной жизни. Он посещал представителей высшего света, бывал на театральных представлениях, ездил верхом и совсем не занимался живописью, зато постоянно носил с собой альбом, в котором делал карандашные наброски. Художник осматривал местные церкви и музеи, зарисовывал фрески Мазаччо в церкви Санта-Мария-дель-Кармине, скульптуры надгробия Капеллы Медичи работы великого Микеланджело, а также росписи античных ваз, античную скульптуру и гробницы.
Он побывал в Неаполе, рисовал местные пейзажи и жителей, изучал произведения художников неаполитанской школы. Больше всего времени Жерико провёл в Риме. Увидев воочию работы Микеланджело (особенно сильное впечатление на него произвели фрески Сикстинской капеллы), Жерико, как сообщает Клеман, испытал потрясение. Его увлекла монументализация форм, его рисунки пером, напоминающие рисунки Микеланджело (например, «Человек, повергающий быка»), стали одними из самых интересных, сделанных в Риме.
Имея при себе рекомендации Пьера-Нарсиса Герена, художник виделся с пенсионерами Французской академии в Риме, идеалы которых он не разделял. Тем не менее, его близкими знакомыми в Риме стали Жюль Робер Огюст (с 1814 работал в основном как скульптор), Жан-Виктор Шнетц (в то время занимавшийся бытовой живописью), Жан Антуан Тома и Луи-Леопольд Робер. Жерико искал сюжеты для большой композиции. Поначалу его привлекали картины повседневной жизни, бытовые уличные сцены, однако вскоре художник охладел к «сентиментальной „итальянщине“» (Турчин), не интересовали его и античные мифы и древняя история.
Вдохновение пришло к концу римского карнавала, в начале февраля 1817 года. Праздник завершался состязанием неосёдланных лошадей, бежавших по улице Корсо от Пьяцца-дель-Пополо до Палаццо Венеция. Страстный любитель лошадей, Жерико создал целый ряд картин на эту тему. Он задумал грандиозную композицию (в длину около десяти метров). Наброски для неё представляют собой точно найденные мотивы (по выражению Шарля Клемана, «как портреты»). Жерико работал в современной манере. Так родилась картина «Бег свободных лошадей в Риме» (1817, Балтимор, Картинная галерея Уолтерa)
Для картины Жерико использовал композицию популярной в то время гравюры с изображением состязания, выдержанной в классицистическом духе. Жерико придал сцене более жизненный и современный характер, используя интенсивный цвет; он добился большей экспрессии за счёт некоторого сокращения пространства и кадрировки трибун со зрителями и фигур конюхов, удерживающих животных. В этой работе художник удачно соединил свои изучение пейзажей Никола Пуссена, рельефов римских саркофагов, «ритмы Парфенона» (Турчин), результаты изучения изображений человека у Микеланджело и маньеристов. Наконец, в последнем (по мнению Клемана) эскизе (Париж, Лувр), Жерико обратился к обобщению изображения. На этот раз он снова выбрал момент перед стартом, нарушив ради большей выразительности и экспрессии композиции, правила перспективного построения.
Жерико, вероятно, гордился своими достижениями в экспрессии рисунка и живописи согласно духу романтического искусства. Жерико предвосхищал творчество лидера французских романтиков Эжена Делакруа, который тоже испытывал непонимание своего искусства. Пьер-Нарсис Герен говорил, что в Теодоре «сидят три-четыре художника сразу». Не случайно темперамент Теодора Жерико выплёскивался на скачках и в верховой езде. Про изображения коней на картине своего учителя К. Верне художник сказал буквально следующее: «Одна моя лошадь сожрёт шесть его».
В сентябре 1817 года Жерико покинул Италию. Сам он оценивал год, проведённый там, как «несчастный и грустный», видимо, сказалось одиночество, неурядицы в личной жизни и, более всего, неудовлетворённость результатами работы: он так и не удовлетворил вполне свою жажду грандиозного, эпического, которое владело многими художниками того времени. Ему не удалось вырваться из рамок камерности и создать масштабное произведение.

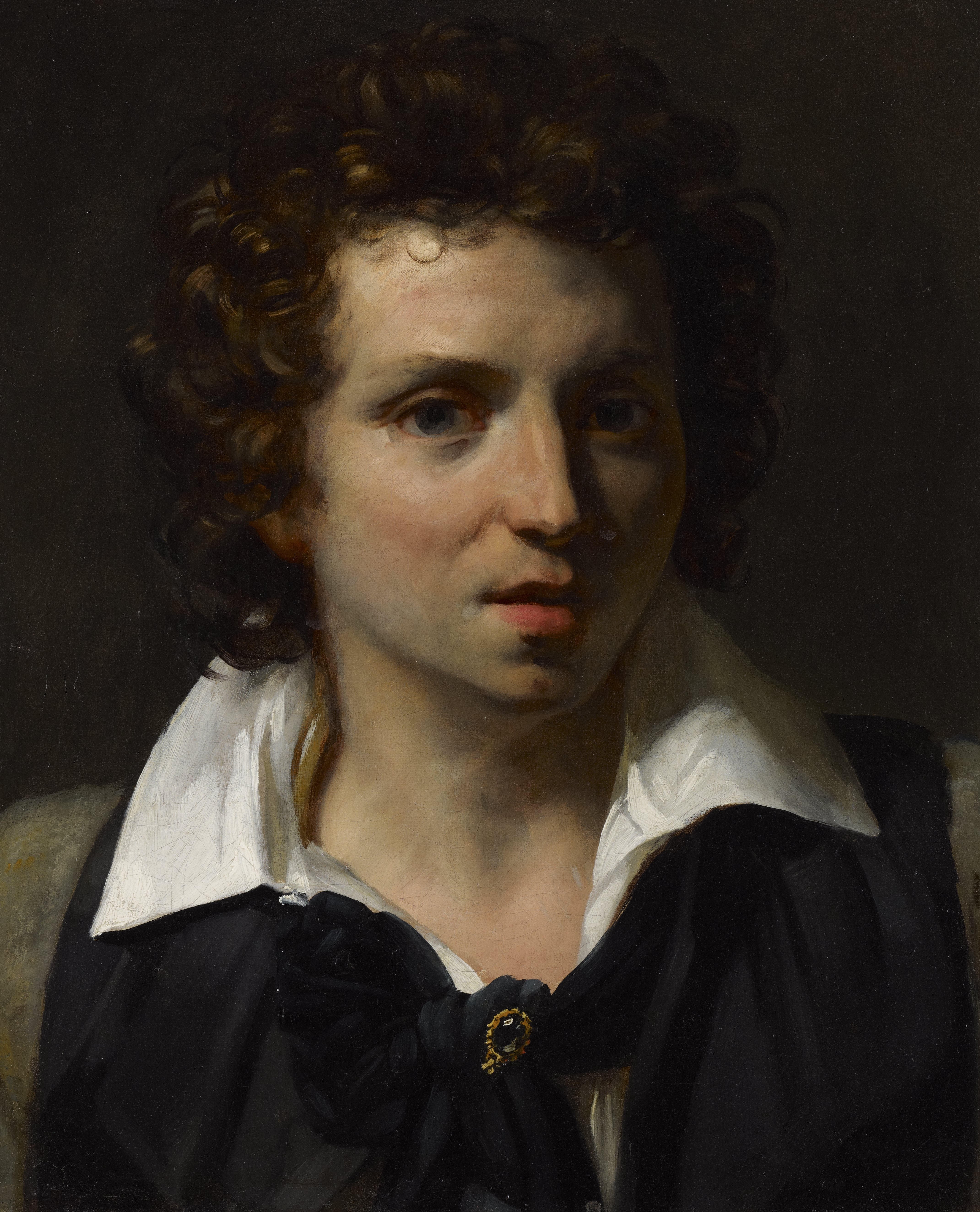
Портрет молодого человека. Ок. 1818. Холст, масло. Миннеаполисский институт искусства, Миннеаполис, США
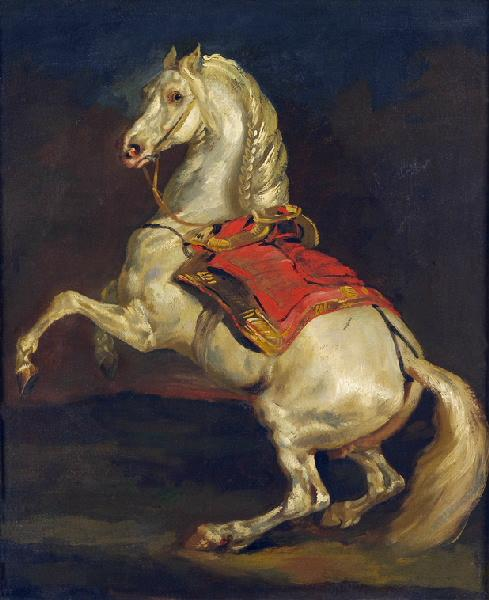
Гарцующий конь в красном седле. Между 1812 и  1816. Холст, масло. Музей изящных искусств, Руан
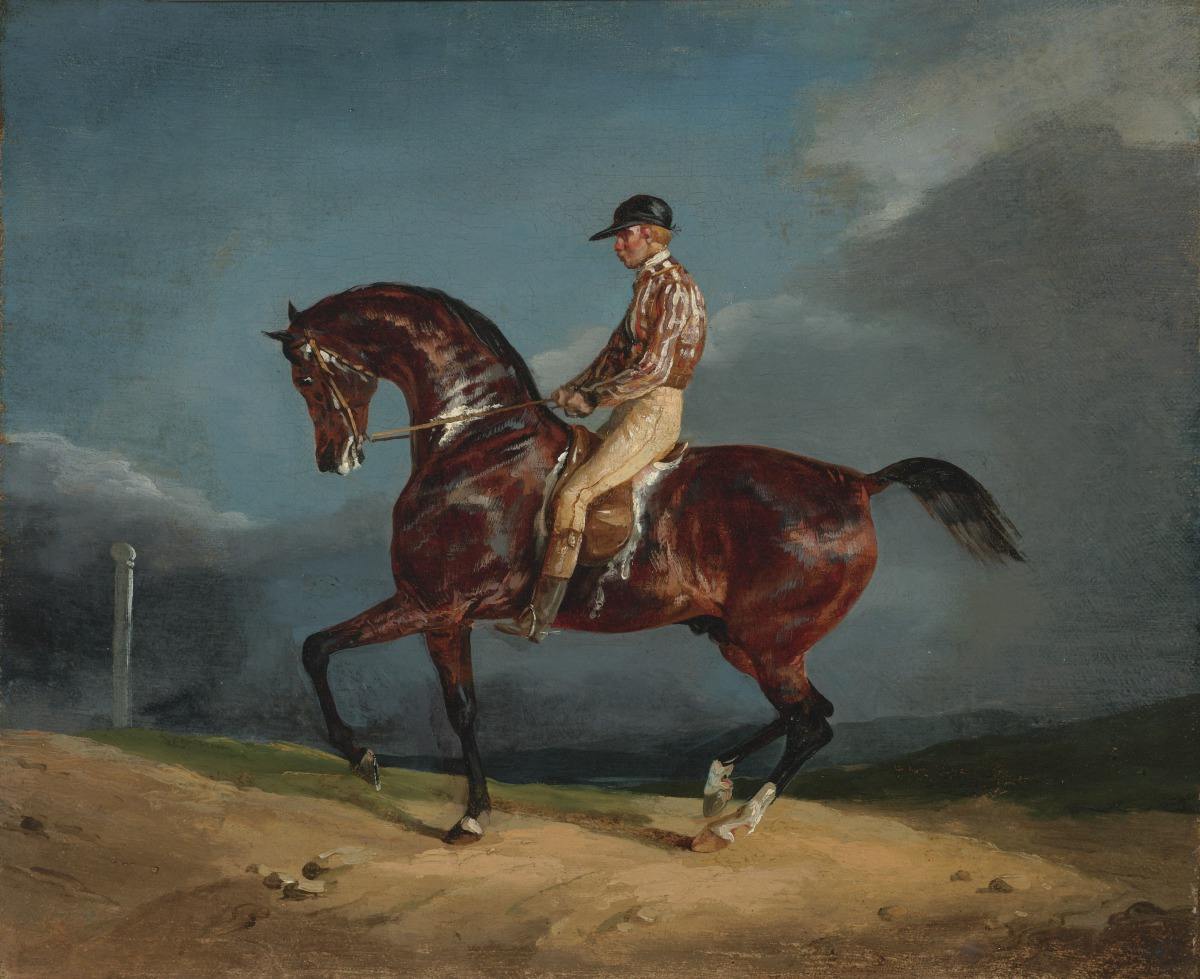
Жокей верхом на скаковой лошади. Ок. 1821. Холст, масло. Музей изобразительных искусств, Вирджиния, США
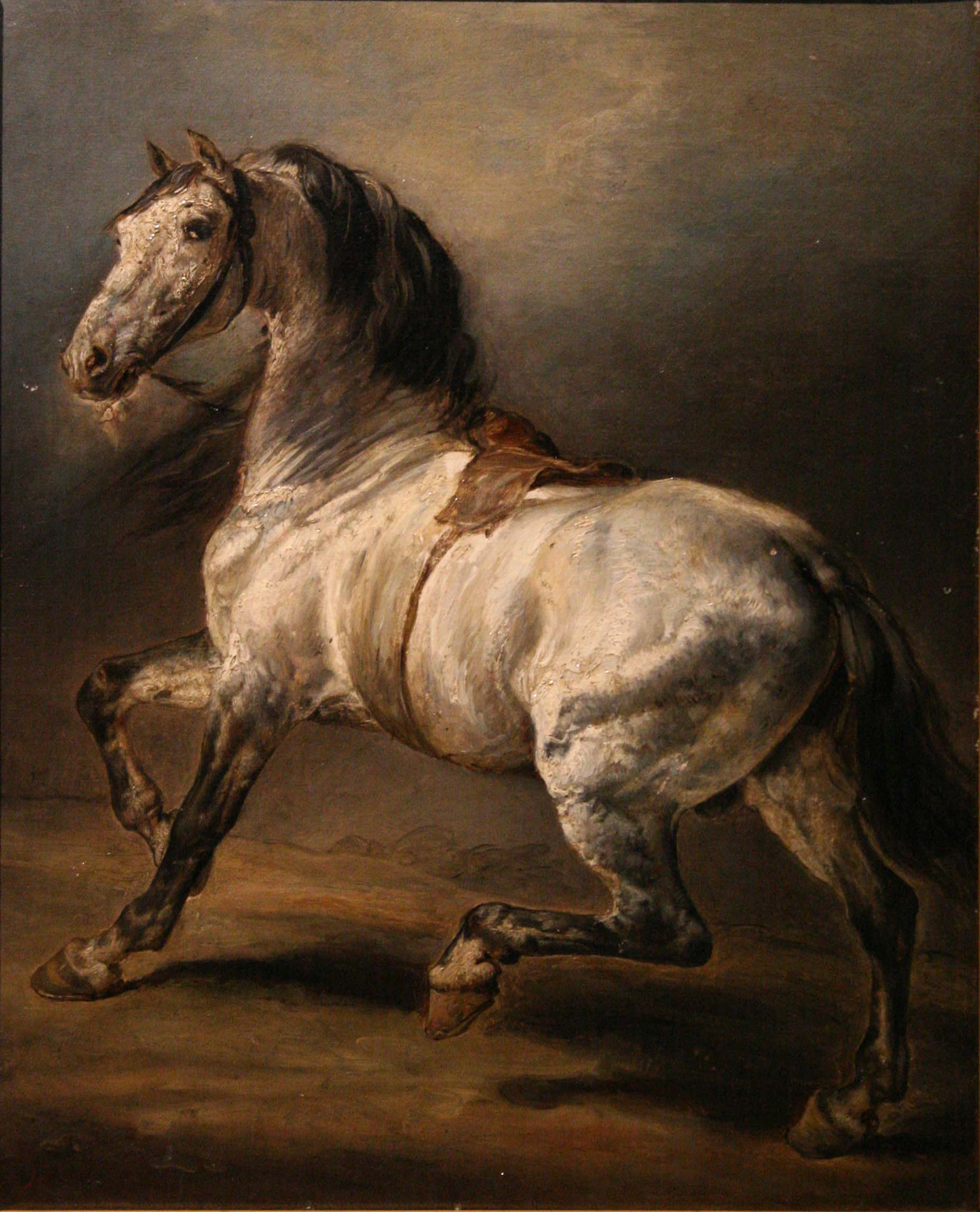
Этюд серого коня. Холст, масло. Музей изящных искусств, Безье
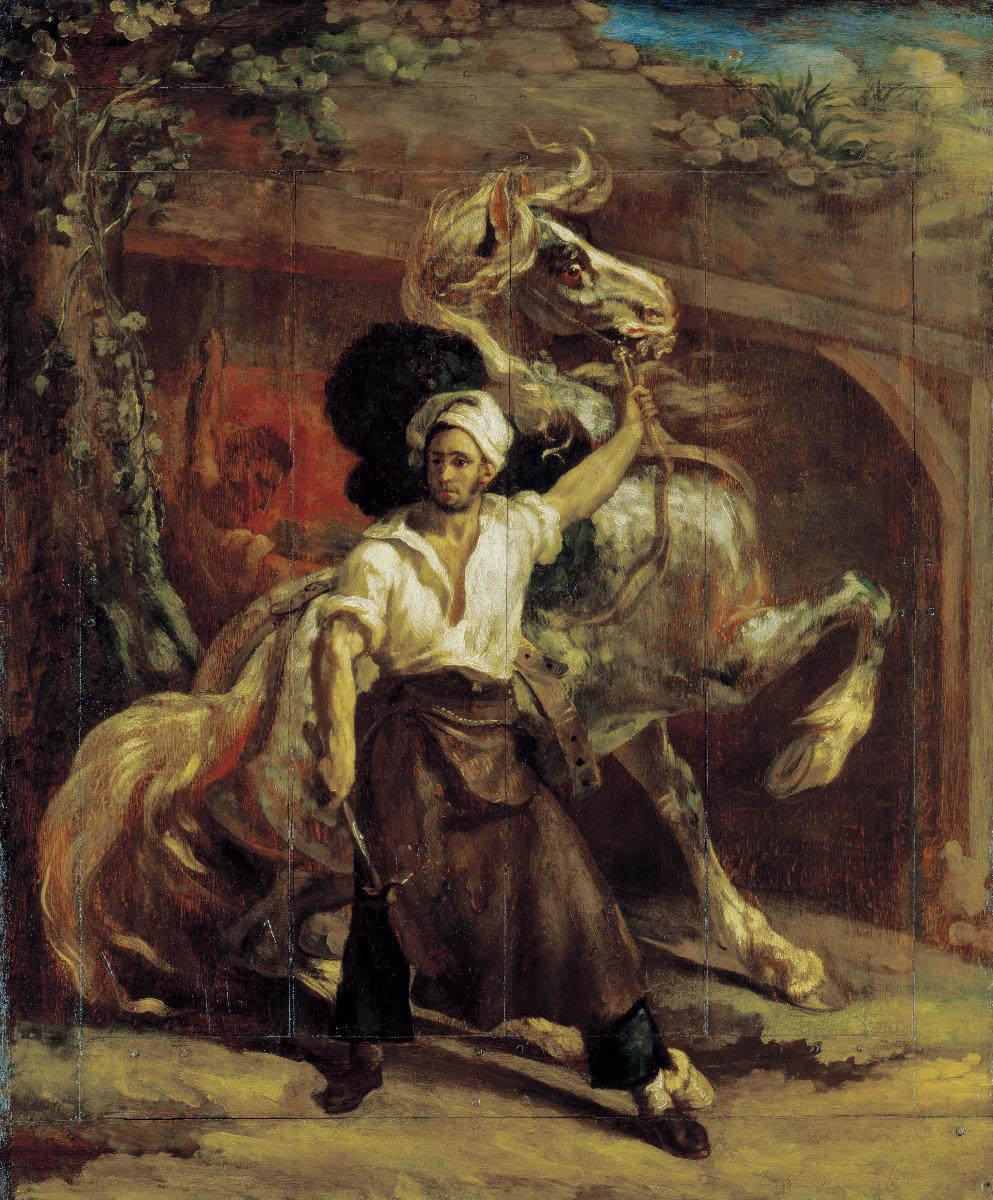
Кузнец. Между 1813 и 1814. Дерево, масло. Кунстхаус, Цюрих
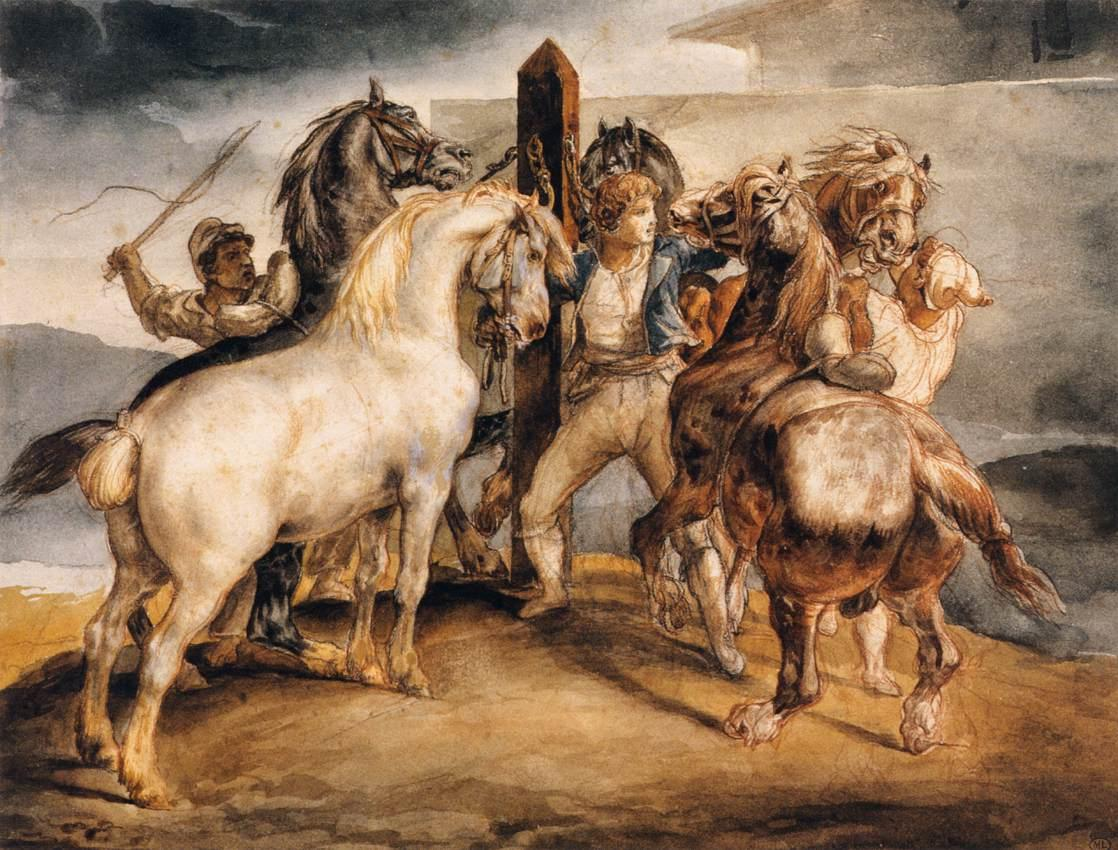
Рынок лошадей. Между 1816 и 1819. Бумага, карандаш, сангина, акварель. Лувр, Париж
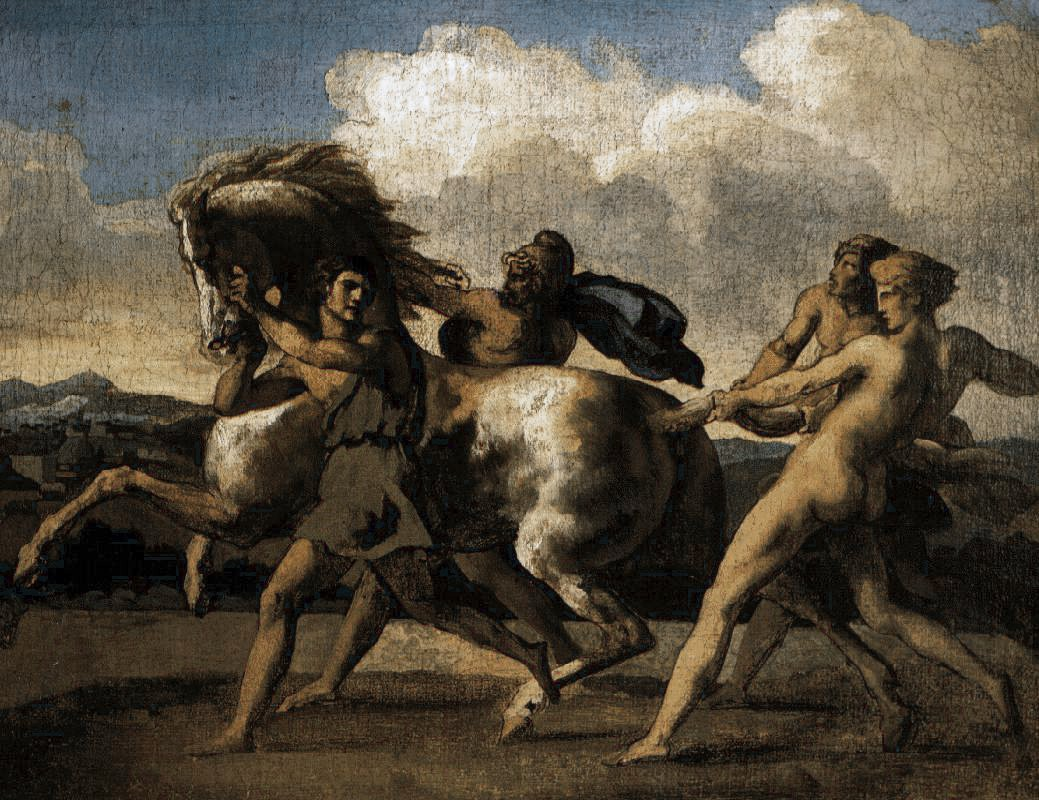
Лошадь, останавливаемая четырьмя молодыми людьми. 1817. Холст, масло. Музей изящных искусств, Руан
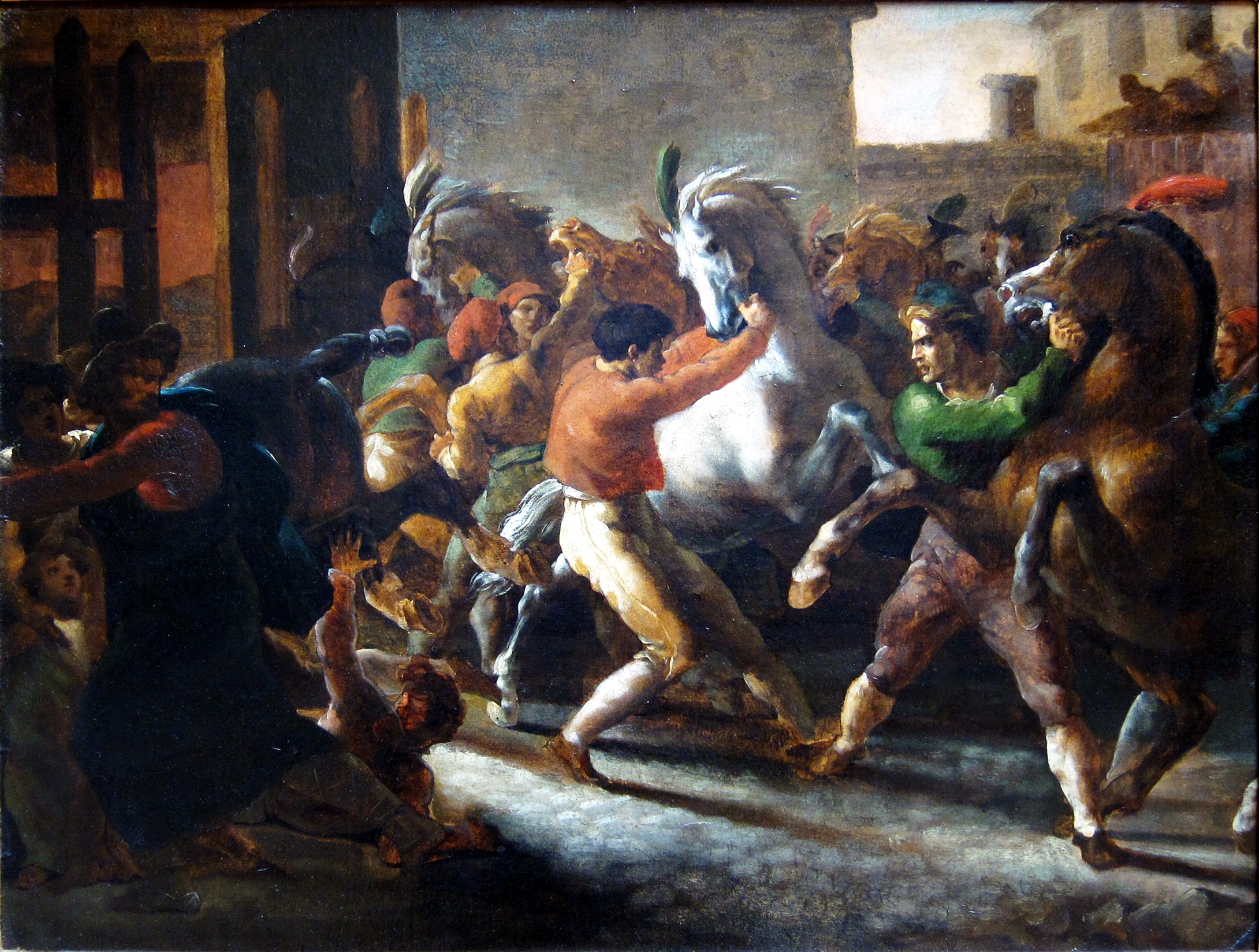
Бег свободных лошадей в Риме. 1817. Холст, масло. Дворец изящных искусств, Лилль
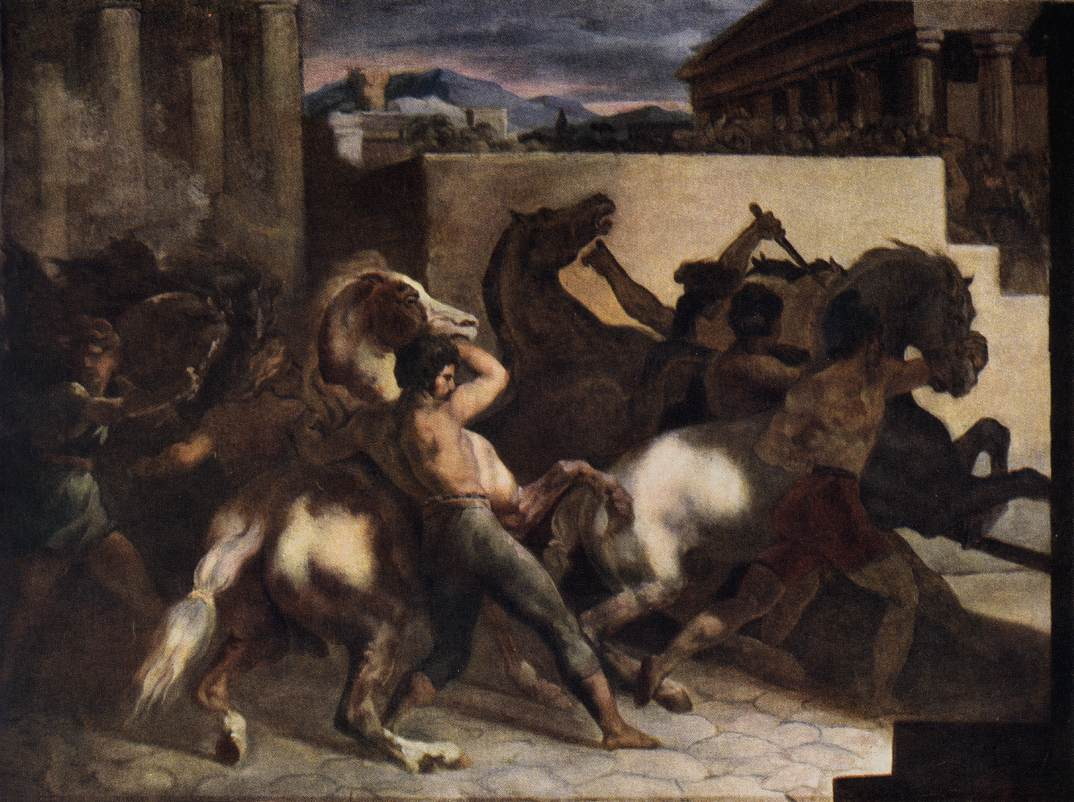
Бег свободных лошадей. 1817. Бумага на холсте, масло. Лувр, Париж
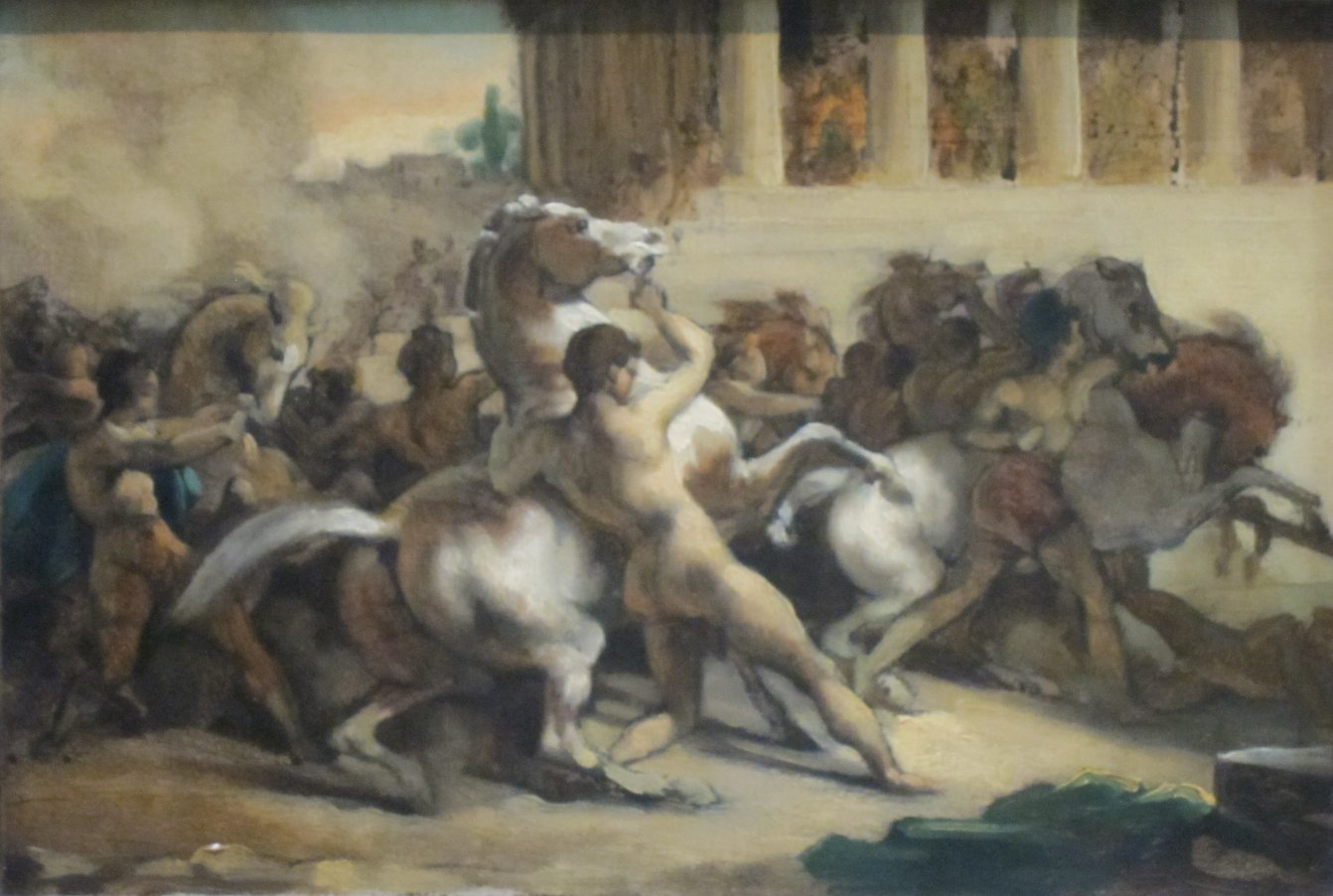
Гонки свободных лошадей. 1817. Центр Гетти, Лос-Анджелес, Калифорния, США
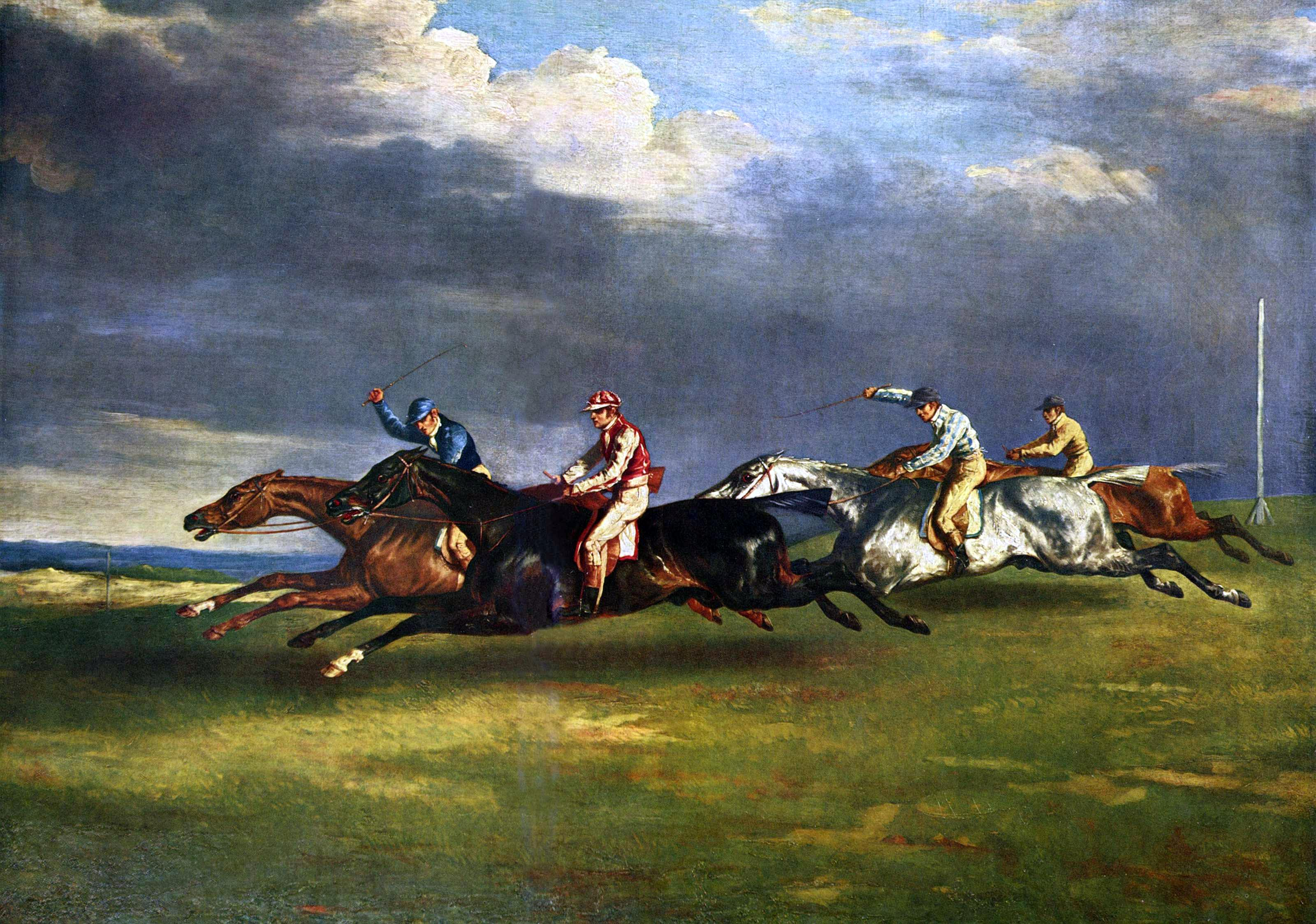
Скачки в Эпсоме. 1821. Холст, масло. Лувр, Париж
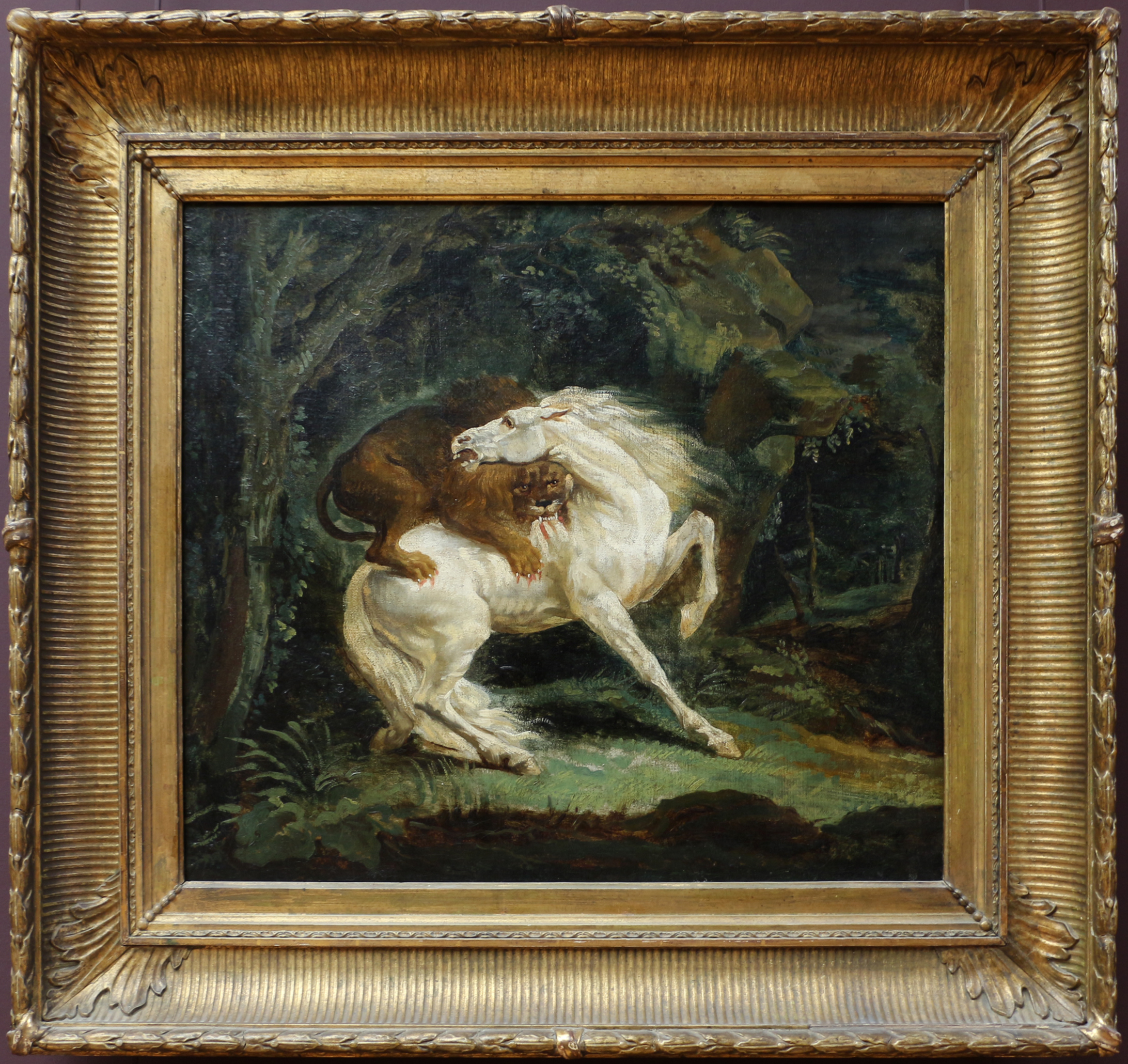
Лошадь, атакуемая львом. 1821. Холст, масло. Лувр, Париж
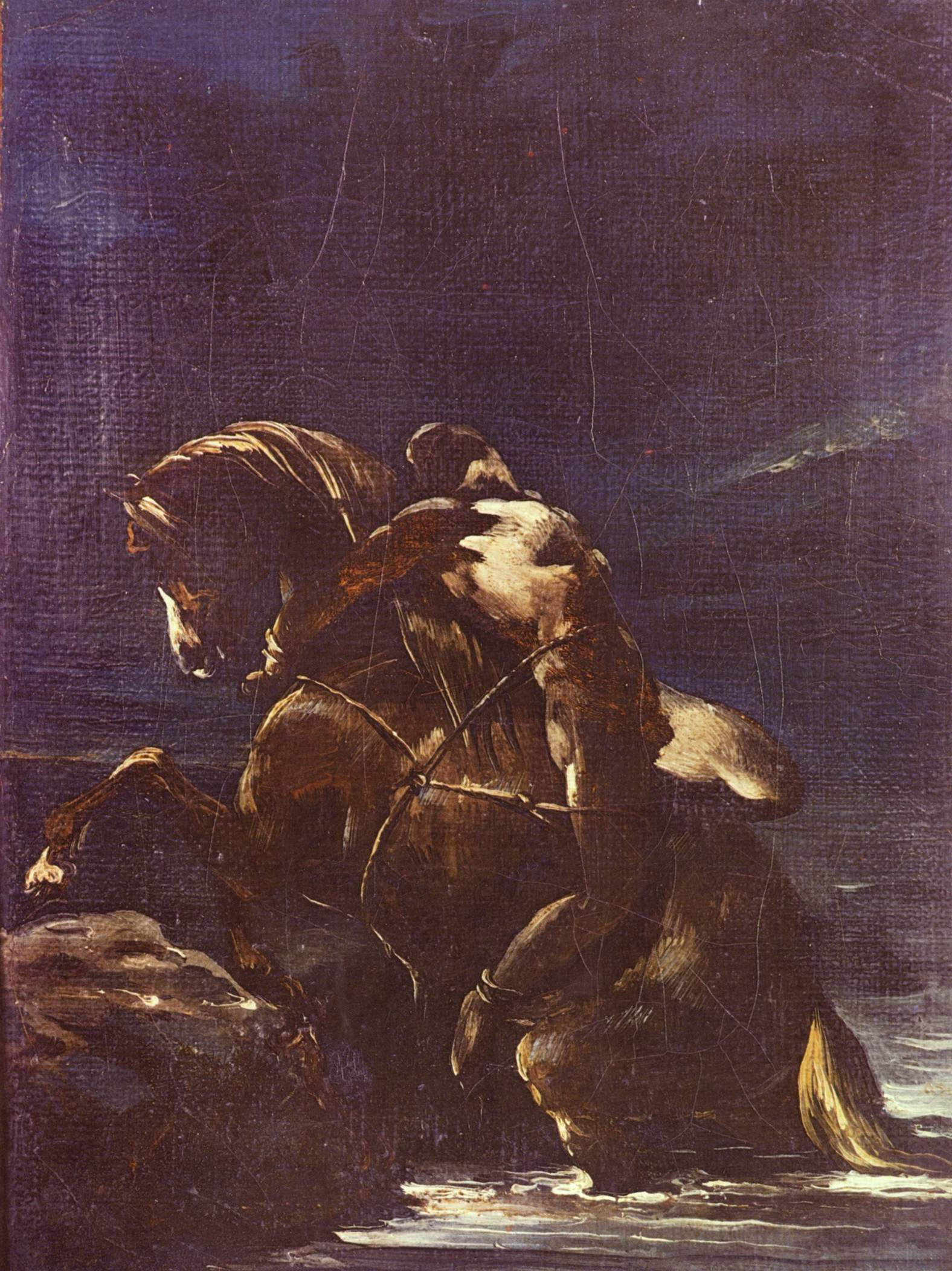
Легенда о Мазеппе. Ок. 1820. Холст, масло. Частное собрание
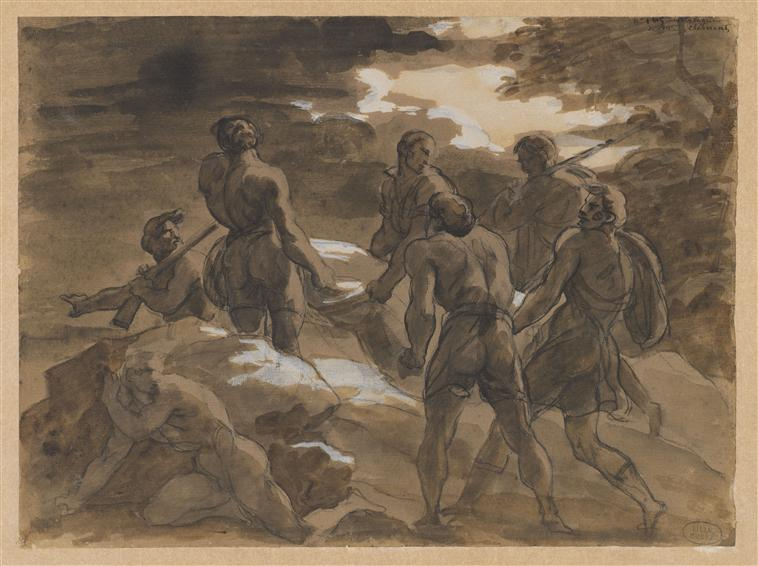
Сцена смерти Фуальдеса. Бумага, сепия, перо, кисть, белила. Дворец изящных искусств, Лилль

### «Плот „Медузы“»
Осенью 1817 года вышла в свет книга «Гибель фрегата „Медуза“». Очевидцы события, инженер-географ Александр Корреар и медик Анри Савиньи, описали в ней один из наиболее трагических эпизодов в истории французского флота — тринадцатидневное скитание плота с пассажирами фрегата, которые покинули корабль, севший на мель у Канарских островов. Книга (вероятно, это было уже второе издание) попала в руки Жерико, который увидел в истории сюжет для большой картины, которую он давно мечтал написать. Художник воспринял драму «Медузы» не только и не столько как «дидактический пример узкого политического значения» (капитан фрегата, бывший эмигрант, на которого возлагалась бо́льшая часть вины в гибели пассажиров плота, был назначен по протекции), а как общечеловеческую историю.

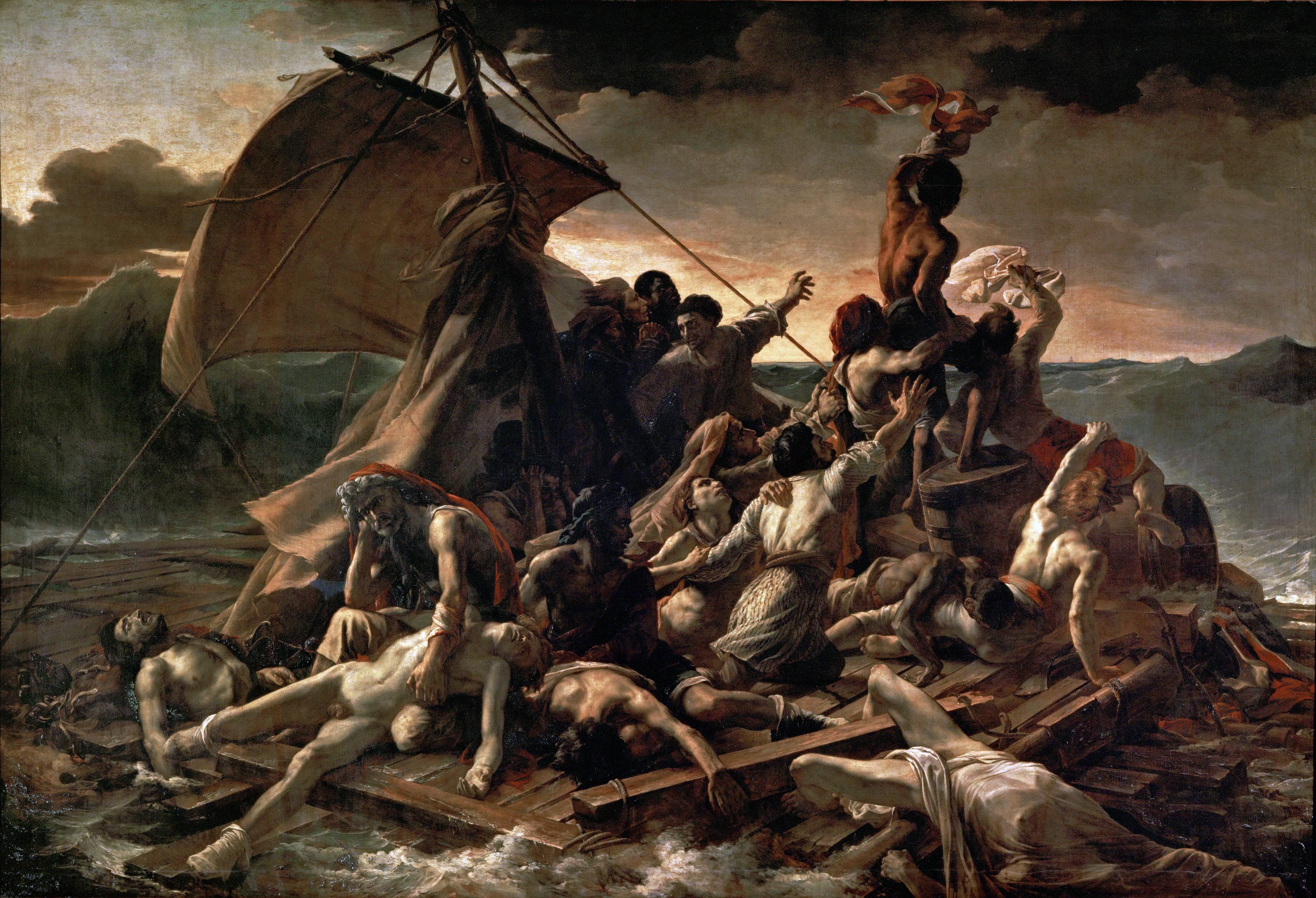
Плот «Медузы». 1818—1819. Холст, масло. Лувр, Париж

Жерико пошёл по пути воссоздания происшедшего через исследование доступных ему материалов и встречаясь со свидетелями, и, как говорит Клеман, составил «досье показаний и документов». Художник познакомился с Корреаром и Савиньи, даже, вероятно, написал их портреты. Он досконально изучил их книгу, возможно, издание с литографиями, достаточно точно изображавшими эпизоды трагического события. Плотник, служивший на фрегате, сделал для Жерико уменьшенную копию плота (плот на фрегате строили под руководством Корреара, его схема опубликована во втором издании книги Корреара и Савиньи). Сам художник изготовил фигурки людей из воска и, располагая их на плоту, изучал с разных точек зрения, может быть прибегая к помощи камеры-обскуры. По мнению исследователей, Жерико могла быть знакома брошюра Савиньи «Обозрение влияния голода и жажды, испытанных после гибели фрегата „Медуза“» (1818). Он посещал больничные морги, делая этюды мёртвых голов, истощённых тел, отрубленных конечностей, в своём ателье он, по свидетельству художника О. Раффе, создал нечто вроде анатомического театра. Завершила подготовительные работы поездка в Гавр, где Жерико писал этюды моря и неба.
Американский биограф Жерико, директор галереи Стэнфордского университета Лоренц Эйтнер выделил несколько главных сюжетов, которые разрабатывал Жерико: «Спасение потерпевших», «Битва на плоту», «Каннибализм», «Появление „Аргуса“» (корабля, обнаружившего плот). Всего в процессе выбора сюжета художником было создано около ста эскизов, наиболее интересными для него оказались сцены спасения и каннибализма на плоту.
Наконец, Жерико остановился на одном из моментов наивысшего напряжения в истории: утре последнего дня дрейфа плота, когда немногие оставшиеся в живых увидели на горизонте корабль «Аргус». Жерико снял студию, в которой могло поместиться задуманное им грандиозное полотно, и работал над ним восемь месяцев, почти не покидая мастерскую.
Жерико создал композицию из четырёх групп персонажей, отказавшись от классических построений с использованием параллельных линий, он сформировал энергичную диагональ. От группы с мёртвыми телами и отца, склонившегося над погибшим сыном взгляд зрителя, направляется к четырём фигурам у мачты. Динамичный контраст их сдержанности составляют люди, пытающиеся подняться, и группа подающих сигналы. Океан занимает не так много места на огромном полотне, но художнику удалось передать ощущение «масштабности бушующей стихии».

По свидетельству ученика Верне и друга Жерико, Антуана Монфора, Теодор писал прямо по непроработанному холсту («на белой поверхности», без подмалёвка и цветного грунта), по которому был нанесён только подготовительный рисунок. Тем не менее, его рука была тверда: 
«Я наблюдал, с каким пристальным вниманием он смотрел на модель, прежде чем коснуться кистью полотна; казалось, он был крайне медлителен, хотя на самом деле действовал быстро: его мазок ложился точно на свое место, так что необходимости в каких-либо исправлениях не возникало.».

 Таким же образом писал в своё время Давид, метод которого был знаком Жерико со времён ученичества у Герена. Жерико был всецело поглощён работой, он оставил светскую жизнь, к нему заходили лишь несколько друзей. Писать он начинал с раннего утра, как только позволяло освещение, и трудился до вечера.
«Плот „Медузы“» получил противоречивые отклики у французских критиков и публики. Лишь спустя годы картина была оценена по достоинству. Картина имела успех в Лондоне, где предприниматель Буллок выставлял её с 12 июня по 30 декабря 1820 года. Картину увидели около 50 тысяч посетителей. Критики называли «Медузу» шедевром, который отражает реальную жизнь, а её автор удостоился сравнения с Микеланджело и Караваджо. Вместе с тем, не слишком разбираясь в реалиях современной французской живописи, британцы причисляли Жерико к представителям школы Давида. Критик из «Таймс» говорил о «холодности», которой отличалась эта школа, и отмечал в картине Жерико те же «холодность колорита, искусственность поз, патетизм». Лондонская выставка одной картины стала успешной для Жерико и в материальном плане, он имел право на треть выручки от продажи входных билетов и получил 20 тысяч франков.

### Последние годы
Вернувшись в Париж из Англии, Жерико много болел, его состояние усугубилось несколькими падениями во время верховых прогулок. Он умер в Париже 26 января 1824 года.

## Жерико в художественной литературе
Луи Арагон сделал Жерико главным героем своего романа «Страстная неделя» («La semaine Sainte»). Действие романа происходит в течение недели — с 19 по 26 марта 1815 года; юный Жерико, служащий в армии Людовика XVIII в Париже, со смешанными чувствами ожидает предполагаемый захват французской столицы Наполеоном.